# Безпечна швидкість
Безпе́чна шви́дкість — швидкість, за якої водій має змогу безпечно керувати транспортним засобом та контролювати його рух у конкретних дорожніх умовах.